# Adonisea coercita
Adonisea coercita är en fjärilsart som beskrevs av Augustus Radcliffe Grote 1881. Adonisea coercita ingår i släktet Adonisea och familjen nattflyn. Inga underarter finns listade i Catalogue of Life.